# Санпаку

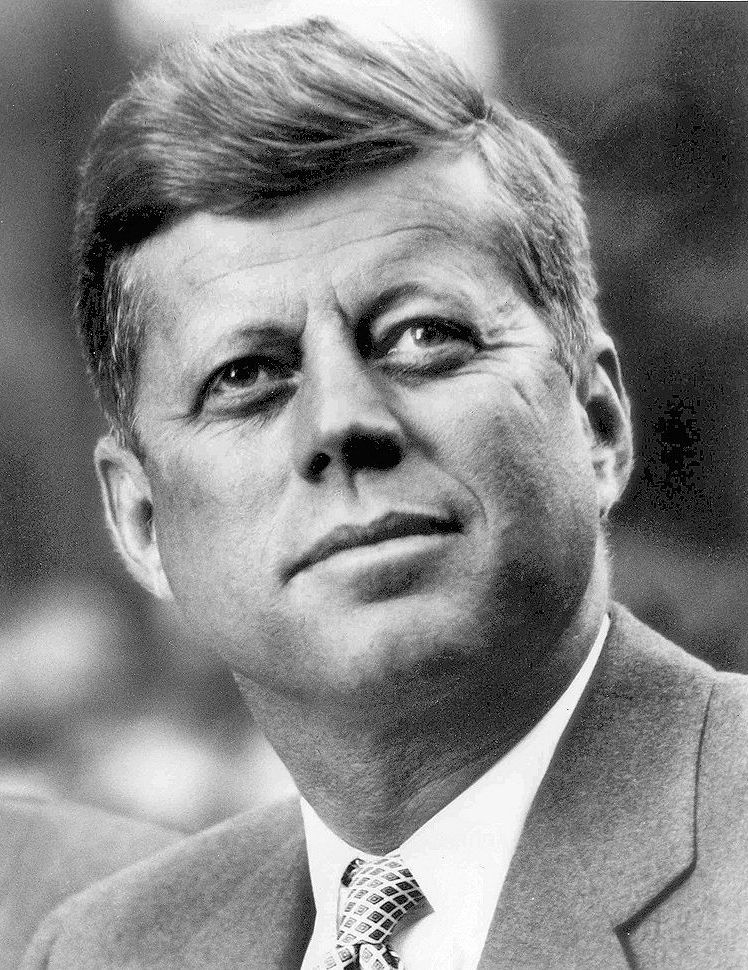
Президенту США Джону Фіцджеральду Кеннеді передбачали «велику небезпеку через його санпаку стан». В обох очах президента можна побачити склеру під райдужною оболонкою.

Санпаку ґан (яп. 三白眼, «тричі біле око») або Санпаку (яп. 三白) — це японський термін, що значить «три білих», цей термін запозичений з китайської. В англійській мові зазвичай кажуть «очі санпаку» (англ. sanpaku eyes), щоби позначити очі, в яких можна побачити білий проміжок понад або під райдужною оболонкою.

## Історія
Відповідно до китайської фізіоґноміки, якщо білу частину ока, відому як білкова оболонка ока або склера, можна побачити під райдужною оболонкою, це значить, що тіло фізично незбалансовано, ця незбалансованість зустрічається в алкозалежних, наркозалежних і у людей, які зловживають цукром чи зерновими. Якщо ж можна побачити верхню склеру, то це ознака психічної нестійкості, яка трапляється у людей з психозом, вбивць, будь-кого надто розлюченого. Стрес і втома також можуть спричиняти такі зсуви. Незалежно від того, чи склеру можна бачити понад чи попід райдужною оболонкою, вважається, що такі люди притягають аварії і насильство.

## Видатні люди з санпаку
- Джон Фіцджеральд Кеннеді[2]
- Роберт Кеннеді
- Діана, принцеса Уельська
- Бетті Девіс
- Авраам Лінкольн
- Адольф Гітлер
- Пол Маккартні
- Сел Мінео[3]
- Джон Казале
- Мерілін Монро
- Роберт Паттінсон
- Сільвестер Сталлоне
- Майкл Джексон
- Камал Хасан
- Наталі Вуд
- Осама бен Ладен
- Іцхак Рабин
- Сальвадор Далі
- Тед Банді
- Омар Матін
- Шерон Тейт
- Одрі Хепберн
- Меггі Сміт
- Джордж Гаррісон
- Джим Моррісон